# Ouragan Dennis (1981)
Pour les articles homonymes, voir Ouragan Dennis (homonymie).
L’Ouragan Dennis  est le quatrième système tropical à avoir reçu un nom en 1981. Il a été le second plus destructeur de la saison bien qu’il ait pris 12 jours et demi pour atteindre le statut d’ouragan. Il a fallu attendre l’ouragan Arlene de 1987 pour avoir une plus longue incubation.
Une onde tropicale s’étant formé au large de la côte africaine le 5 août est à l’origine de Dennis. Le système a pris beaucoup de temps à se développer tout en se dirigeant vers l’ouest, oscillant d’intensité. Il a à peine atteint la catégorie 1 dans l’échelle de Saffir-Simpson le 21 août 1981 au large des Carolines avant de devenir extratropical le jour suivant. Dennis a causé pour 17 millions $US de dommages (40,8 millions $US de 2009), dont 15 à l’agriculture de Floride.

## Évolution météorologique
Une onde tropicale bien organisée s’est détachée de la côte africaine le 5 août. Le système est devenu une dépression tropicale de 7 août en se dirigeant vers l’ouest et la tempête tropicale Dennis 12 heures plus tard. Poursuivant son chemin vers l’ouest, Dennis est entré après trios jours dans une zone de fort cisaillement des vents en altitude ce qui l’a affaibli. Le 11 août, Dennis est redevenu une dépression tropicale et ensuite une onde tropicale après être entré dans la mer des Caraïbes.
L’onde est passée ensuite au sud de Porto Rico et les Îles Vierges américaines avant de courber vers le nord-est pour se diriger vers Cuba, touchant la Jamaïque au passage. Faisant du sur-place à Cuba, l’onde s’est réorganisée et Dennis est redevenu une dépression tropicale le 15 août puis tempête tropicale en traversant l’île. Les photos du satellite météorologique ont ensuite montré la formation d’un œil avant que Dennis ne frappe les Keys de Floride le 18 août 1981.
Dennis a ensuite traversé l’État durant presque deux jours avant de longer la côte est des États-Unis. Le 21 août, le système s’est éloigné de la côte et est devenu un ouragan de catégorie 1, avec des vents maximaux de 130 km/h. Cependant, le 22 août, Dennis a rencontré des eaux plus froides et est devenu un cyclone extratropical.
Dennis a pris près de 13 jours pour devenir un ouragan ce qui constituait un record. Il a fallu attendre l’ouragan Arlene en 1987 pour battre ce record,,.

## Impacts

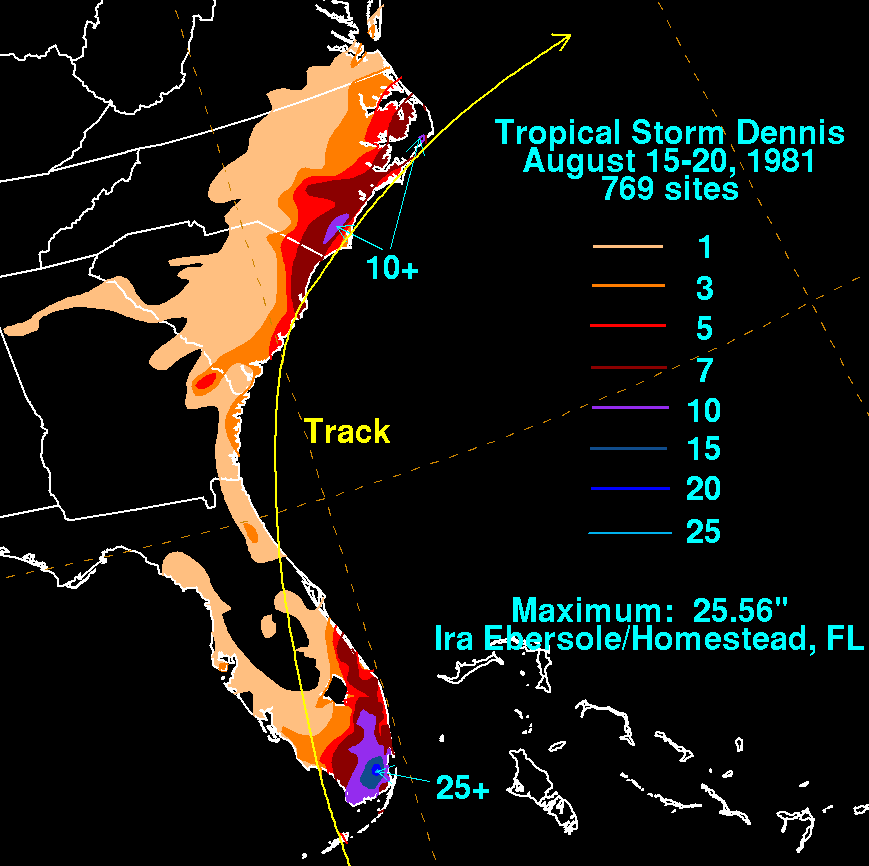
Accumulations totales aux États-Unis (1 pouce = 2,54 mm)

La pluie qui est tombée en Floride est venu au milieu d’une sécheresse qui durait depuis le printemps. Le maximum d’accumulations de 510 à 635 mm est tombé dans la région de Miami où au moins vingt familles ont dû être secourues par aéroglisseurs ou véhicules tout-terrains,. On a rapporté des pertes majeures aux édifices commerciaux et résidentiels par bris des toitures. Mais les plus grands dommages ont été enregistrés à l’agriculture de Floride, dont 15 millions $US (34 millions $US de 2007) dans la seule région de Miami-Dade. Les accumulations d’eau ont également constituées des problèmes sanitaires et il y a eu deux tornades mineures causant peu de dommages. Il n'est cependant pas tombé assez de pluie dans la région du lac Okeechobee qui en avait très besoin.
Les États au nord de la Floride ont eu des effets moins grands. Les inondations et l’érosion des plages ont été très locales de la Géorgie à la partie sud de la Virginie. La Caroline du Nord a reçu jusqu’à 250 mm de pluie le long de la côte. En Géorgie et en Caroline du Sud les inondations ont causé certains dommages à l’agriculture. On a signalé des dommages de 2 millions $US à la ville balnéaire de Myrtle Beach.

### Source
- (en) Cet article est partiellement ou en totalité issu de l’article de Wikipédia en anglais intitulé « Hurricane Dennis (1981) » (voir la liste des auteurs).